# 嘩啦嘩啦

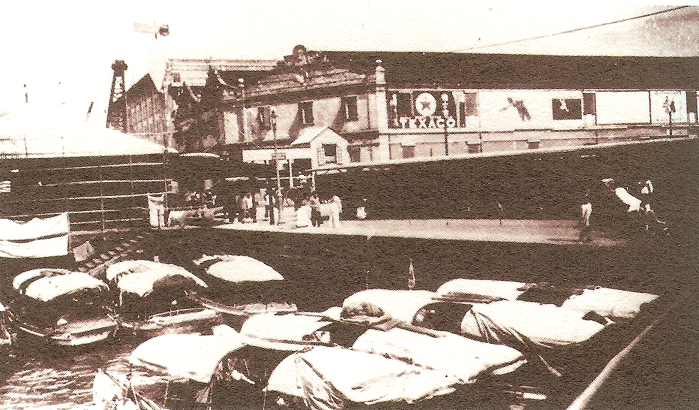
1920年代の嘩啦嘩啦

嘩啦嘩啦（ワラワラ、英語: Walla-Walla、イェール式広東語: wā lā wā làh）は、香港で使用されていたエンジン駆動のモーターボート（中国語: 電船）であり、かつてはヴィクトリア・ハーバーを横断し、香港島と九龍半島を結ぶ主要な海上交通手段の一つであった。また、「電船仔」や「水上的士」とも呼ばれていた。

## 概要
嘩啦嘩啦は、エンジンの作動音やスクリューが水面を叩く際に「嘩啦嘩啦（ワラワラ）」という音を発することから、現地人には「嘩啦嘩啦」、外国人からは「Walla-Walla」と呼ばれた。船体は主に木材で作られ、エンジンは船倉内に設置され、乗客は甲板上の座席に座っていた。エンジン出力は高くなく、馬力は数十馬力程度に過ぎなかった。当時、嘩啦嘩啦を運営する各社はヴィクトリア・ハーバー両岸の公衆碼頭に電船亭（受付ブース）を設け、客引きを行っていた。かつては卜公碼頭や九龍公衆碼頭などにもこのような電船亭が設けられており、後には電話予約も発展した。

## 歴史

### 初期
開港初期、市民が香港島と九龍の間を往来する際に利用していたのは、手漕ぎの櫓を使った舢舨や帆船であり、この舢舨が嘩啦嘩啦の前身である。早くも1870年代には、ヴィクトリア・ハーバーによって隔てられた香港島と九龍の間には、当時すでにこうした小型船が住民の往来を担っていた。1875年には油蔴地から香港島へ渡る火船仔（小型の汽船）が運航されており、1880年代には火船公司が設立した。これも嘩啦嘩啦の前身と見なされている。
20世紀初頭から、電船（モーターボート）が蒸気船に取って代わり始め、次第に普及していった。1914年に共和電船有限公司が、1920年には民力電船有限公司が設立されたことで、嘩啦嘩啦はヴィクトリア・ハーバー内における主要な海上交通手段となった。その後、油蔴地小輪と天星小輪がそれぞれ1923年と1933年にフェリー専営権を取得したことにより、嘩啦嘩啦は補助的な交通手段へと役割を変えた。しかし、両社のフェリーサービスは深夜時間帯をカバーしていなかったため、市民は深夜に海を渡る必要がある場合には、依然として嘩啦嘩啦を利用していた。
特筆すべきこととして、嘩啦嘩啦に乗船中、悪天候に遭遇した場合、倍額の運賃が請求されることになっていた。

### 全盛
嘩啦嘩啦は1950年代から1960年代にかけて最も盛んに運行された。主に朝夕のラッシュアワーには、香港島と九龍半島を結ぶ渡海サービスを集中して提供し、日中の時間帯には、ヴィクトリア・ハーバー中央に停泊する外洋船の乗組員や乗客の輸送にも従事した。1972年に海底隧道が開通するまでは、フェリーが運航を停止（打烊）する深夜1時30分から早朝6時30分の間にヴィクトリア・ハーバーを横断するには、嘩啦嘩啦を利用するしかなかった。特に、早朝のフェリー運航が午前6時半発の九広鉄路の始発列車に間に合わないため、新界方面へ出勤する必要がある香港島住民の多くは、早朝に嘩啦嘩啦に乗って尖沙咀の九龍駅まで向かい、列車に乗り継いでいた。
当時、香港の大部分の新聞社は香港島にあったため、毎朝印刷された新聞は、嘩啦嘩啦を使って中環の卜公碼頭から尖沙咀まで運ばれ、そこから九龍および新界各地へ配送されていた。つまり、嘩啦嘩啦は新聞・報道業界にも重要な貢献を果たしていたのである。最盛期には、香港島と九龍の間を往来する嘩啦嘩啦は200隻を超えていた。

### 衰退
1972年に海底隧道が開通し、このトンネルを使って港九を接続する複数のバス路線が運行を開始したことで、ヴィクトリア・ハーバーを横断する水上交通需要は大幅に減少した。深夜時間帯における嘩啦嘩啦の役割も、まもなく過海隧道巴士N121線およびN122線といった深夜バス路線によって取って代わられた。1980年には、地下鉄荃湾線の過海区間が開通し、ヴィクトリア・ハーバーを横断する旅客輸送の役割はバスと鉄道に移行したため、嘩啦嘩啦のサービスは次第に衰退していった。
1990年代に入り新空港が完成すると、嘩啦嘩啦は供給過剰の状態となった。また海事署が通関手続きを簡素化したため、船舶代理店による利用も激減した。さらに、アジア金融危機後の入港する船舶数の減少とコンテナ化の進展で、嘩啦嘩啦の需要は激減する。これに加えて、他種の小型船舶による旅客輸送の違法操業も嘩啦嘩啦業界にさらなる打撃を与えた。
ただし、この種の小型モーターボートは、香港仔と鴨脷洲の間を結ぶ街渡などで現在も見ることができる。